# Arbing
Arbing è un comune austriaco di 1 435 abitanti nel distretto di Perg, in Alta Austria; il 1º gennaio 1955 ha inglobato parte del comune soppresso di Puchberg im Machland.